# Hier kommt Alex
Hier kommt Alex (рус. А вот и Алекс) — наиболее известная песня немецкой панк-рок группы Die Toten Hosen, вышедшая в 1988 году. Это первый трек альбома Ein kleines bisschen Horrorschau. Автор текста — Кампино, композитор — Андреас Мойрер. Песня является саундтреком к пьесе «Clockwork Orange» Бернда Шадевальда, основанной на одноимённом романе Энтони Бёрджесса и фильме Стенли Кубрика.

## Происхождение
Прототип Алекса — главный герой романа Энтони Бёрджесса «Заводной апельсин» 1962 года. В 1971 году по роману был снят одноимённый фильм режиссёра Стенли Кубрика.
Алекс — тинейджер, воплощение подростковой агрессии и бунтарства. Он является главарём молодёжной банды, которая слоняется по ночным улицам, дерётся с другими бандами, нападает на беззащитных прохожих, калечит людей, грабит лавчонки. Огромное удовольствие получает Алекс от избиений и изнасилований. Он стимулирует свою агрессию наркотиками и прослушиванием музыки Бетховена. Алекс неисправим, его смешат попытки окружающих и государства сделать его законопослушным и управляемым.
И книга и фильм стали культовыми для всей панк-сцены и вызвали большой отклик в музыкальной среде. Участники британской панк-группы The Adicts заимствовали свой стиль у героев фильма, в связи с чем их прозвали «Clockwork Punk». Кроме того, третий альбом группы называется «Smart Alex». Бразильская метал-группа Sepultura в 2009 году выпустила концептуальный альбом A-Lex, основанный на данном произведении.

## Публикации

### Песня
Hier kommt Alex впервые вышла на альбоме Ein kleines bisschen Horrorschau и вскоре после этого вышла в качестве сингла. Обложку сингла разработал Майкл Роман, на ней изображены искажённые лица в красно-бело-чёрной палитре.
В 1994 году появилась английская версия песни под названием The Return of Alex на альбоме Love, Peace & Money. Музыка идентична немецкой версии, текст же посвящён описанию мира, наполненного жестокими людьми, подобными Алексу.

### Кавер-версии
Кавер-версии песни были исполнены многими музыкантами, в частности Samsas Traum в альбоме Endstation.Eden (2011 год), Gatos Sucios в альбоме Punto limite, Scala & Kolacny Brothers в альбоме Grenzenlos (2005 год).
В своём интервью музыканты немецкой панк-рок группы Die Ärzte признались, что спонтанно сыграли Hier kommt Alex на благотворительном концерте, для привлечения зрителей, которые начали расходиться после неудачных выступлений.
В 1993 году появилась английская версия песни Here Comes Alex в исполнении U.K. Subs.

Фрагмент записи акустической версии

### Акустическая версия
В 2005 году для выступления группы в Бургтеатре была создана акустическая версия песни. Исполнение начинается со вступительной части «Лунной сонаты» Бетховена. В оригинальном исполнении песня начинается с 9-й симфонии (любимого произведения Алекса). В выступлении участвовали несколько приглашённых музыкантов: пианистка Эстер Ким и виолончелист Рафаэль Цвайфель.

## Реакция
До выхода песни Die Toten Hosen были известны только ограниченной аудитории, после ситуация резко изменилась. Группа была широко освещена в СМИ, как панк-рок группа, вышедшая из категории любителей. Hier kommt Alex постоянно играла на популярных радиостанциях и очень скоро достигла 16 позиции в Top 2000 D.
Однако не везде творчество группы оценивалось положительно. Так в 1988 году на живом выступлении группы перед Домом Бетховена в Бонне, группа поклонников Бетховена развернула баннер с надписью: «Мы протестуем против этой безвкусицы!» («Wir protestieren gegen diese Geschmacklosigkeit!»).

## В видео-играх
В качестве бонус-трека песня используется в игре Guitar Hero III: Legends of Rock. Она также включена в игру Guitar Hero World Tour и европейскую версию Rock Band в качестве дополнительно загружаемого трека.

## Позиции в чартах
| Hier kommt Alex                       | Hier kommt Alex | Hier kommt Alex |
| ------------------------------------- | --------------- | --------------- |
| Страна                                | Год             | Позиция         |
| Германия                              | 1988            | 32              |
| Hier kommt Alex (Акустическая версия) |                 |                 |
| Германия                              | 2005            | 46              |
| Швейцария                             | 2005            | 53              |
| Австрия                               | 2006            | 57              |